# Смаль-Стоцкий, Роман Степанович
Роман Степанович Смаль-Стоцкий (укр. Роман Степанович Смаль-Стоцький; 8 января 1893, Черновцы — 24 апреля 1969, Вашингтон) — украинский политический деятель, языковед; в 1921 году — представитель УНР в Праге; в 1921—1923 годах — чрезвычайный посол УНР в Берлине; с 1926 года — доктор филологии, профессор Варшавского университета, в котором до 1939 года работал преподавателем славянской филологии; кандидат в председатели правительства УНР, выдвинутый Польшей; около 1939 года — министр иностранных дел УНР в польской эмиграции. С 1917 года преподавал в Восточной академии в Берлине. С 1928 года возглавил клуб «Прометей». С 1934 года — действительный член научного общества им. Шевченко.

## Биография
Роман Смаль-Стоцкий родился в Черновцах 8 января 1893 года. Его отец, С. И. Смаль-Стоцкий, был лингвистом и известным на Буковине политическим деятелем.
Получил европейское образование (в Венском, Лейпцигском и Мюнхенском университетах).
С 1945 года — в эмиграции (Германия), с 1947 — в США, где стал профессором истории и директором Славянского института в Милуоки (штат Висконсин), затем в Вашингтоне.
Умер 24 апреля 1969 года в Вашингтоне.

### Научная деятельность
В 1923—1924 годах — профессор Украинского свободного университета в Праге, в 1924—1925 годах в качестве приглашенного профессора читал лекции в Лондоне, в 1926—1939 — профессор Варшавского университета, в 1929—1939 годах — секретарь Украинского научного института в Варшаве, в 1939—1945 — Пражского университета. Был председателем Научного общества им. Шевченко в США с 1952, президентом НОШ в США с 1955, членом ряда научных обществ, в частности, Американской ассоциации историков, Американской ассоциации преподавателей славянских и восточноевропейских языков, Польского института искусства и науки и т. д. Автор трудов по украинистике и славистике: «Очерк образования прилагательных в украинском языке» (1925), «Значение украинских прилагательных» (1926), «Примитивное словообразование» (1929), «Украинский язык в Советской Украине» (1936, 1969), «The Origin of The Word „Rus“» (1949); «Slavs and Teutons, the oldest Germanic Slavic Relations» (1950), статей по этимологии, лексикологии, о румынских и венгерских заимствованиях и прочем. В 1926—1929 годах в Варшаве вместе с И. Огиенко издавал серию «Студии по украинской грамматике» (вышло 6 выпусков).

### Политическая деятельность
Р. Смаль-Стоцкий объединил преподавательскую и политическую деятельность, которую начал во время Первой мировой войны, пропагандируя среди украинских пленных австрийской армии идеалы независимости от имени Союза освобождения Украины. В 1919 — дипломатический представитель ЗУНР, позже — советник посольства и посол (1921—1923) ЗУНР в Берлине. В 1924—1925 годах — неофициальный представитель УНР в Лондоне.  После смерти Симона Петлюры в мае 1926 года Смаль-Стоцкий стал одним из ближайших советников Председателя УНР А. Ливицкого. Сначала он был представителем эмигрантского УНР в Варшаве, позже министром культуры, заместителем министра иностранных дел, впоследствии министром и вице-премьером. Наряду с активной деятельностью в Государственном Центре УНР Смаль-Стоцкий был участником международного прометеевского движения, которое под патронатом Польши объединило политических эмигрантов из республик СССР. В 1925 году в Париже был создан клуб «Прометей», объединивший представителей национально-освободительных движений народов СССР под руководством Польши. Смаль-Стоцкий был одним из организаторов клуба, а также его бессменным лидером в 1926—1939 годах. С 1925 года начал выходить на французском языке журнал «Прометей», в котором печатались статьи в том числе и Смаль-Стоцкого.
Период активной политической деятельности Р. Смаль-Стоцкого приходится на 1926—1939 годы. В течение 1928—1939 годов активно действовал варшавский Клуб «Прометей», которому отводилась роль главного координирующего звена в международном прометеевском движении. Неизменным председателем этого клуба был Р. Смаль-Стоцкий. Кроме Клуба «Прометей», в Варшаве существовала также Лига «Прометей», которая объединяла представителей всех так называемых «прометеевских народов». Под названием «прометеевские» подразумевались те народы, которые находились под владычеством Российской империи, но были несогласны со своим подневольным положением. В 1933 году Р. Смаль-Стоцкий вошёл в состав Комиссии исследований польско-украинских проблем при Украинском научном институте в Варшаве, которую возглавил М. Гандельсман. В середине 1936 года Смаль-Стоцкий провел ряд встреч в Берлине и Лондоне по просьбе МИД Польши.